# Rudolf von Erlach
Rudolf von Erlach, född cirka 1299 i Bern, död 1360 i Schloss Reichenbach, var en riddare och fältöverste från Bern av ätten von Erlach.
Enligt krönikören Konrad Justinger var han ledare för gamla edsförbundet och ledde dem i "Slaget vid Laupen" 1339. Han ledde dem även i slaget vid Fribourg.
Till Rudolfs ära restes ett monument i Bern (Erlach-Denkmal) som idag ligger vid Grabenpromenade.